# Tibor Csuhaj-Barna
Tibor Csuhaj-Barna (* 21. September 1964 in Dunaújváros) ist ein ungarischer Jazzmusiker (Kontrabass, Komposition).

## Leben und Wirken
Csuhaj-Barna erhielt zunächst klassischen Klavierunterricht. 1979 begann er, E-Gitarre zu spielen, wechselte aber dann zum E-Bass. Von 1987 bis 1990 studierte er Jazz-Kontrabass an der Jazz-Abteilung des Béla-Bartók-Konservatoriums, und zwischen 1994 und 1997 an der Jazz-Abteilung der Franz-Liszt-Musikakademie in Budapest. Sein Lehrer war Balázs Berkes.
Csuhaj-Barna gehörte zu Bands wie dem Trio von Károly Binder, Brass Age und dem Quartett von István Regős, mit denen auch Alben entstanden. Auch war er lange Mitglied im Volksmusik-Ensemble Vasmalom, mit dem er bei vielen Folkfestivals in Europa, Japan und Nordamerika auftrat.
Mit seiner Frau, der Sängerin Ágnes Lakatos, arbeitet Csuhaj-Barna im Duo Voice and Bass, für das er auch komponiert. Er leitete die East Side Jazz Company, mit der er zwei Alben vorlegte. Weiterhin gehört er zu Ágnes Lakatos Standard Zone, zu Equinox und den Gruppen von Gábor Varga, Niki Vörös und Kriszta Kováts. Er ist mit Mike Zwerin, John Tchicai, Nicolas Simion, Sorin Romanescu, György Szabados, Miklós Lukács, Hamish Moore, Mihály Dresch, Mircea Tiberian, Robin Asheroy, Maurice de Martin und Kálmán Oláh aufgetreten.
Seit 2008 ist Csuhaj-Barna zudem als Lehrer für Jazz-Kontrabass an der Franz-Liszt-Akademie tätig.